# Jardins de Bacardí
Els jardins de Bacardí són una zona verda del barri de la La Maternitat i Sant Ramon de Barcelona. Estan situats entre la Travessera de les Corts i els carrers de Benavent, Felipe de Paz i Comandant Benítez, just davant del Camp Nou, i ocupen una superfície aproximada de 7.000 m².

## Història
Aquests terrenys pertanyien a la finca de Ca n'Ermengol. A finals del segle xix, fou adquirida per Baltasar de Bacardí i de Janer, que va convertir la masia en una casa senyorial amb uns grans jardins per al lleure familiar. El 1958 morí la seva neta Anna de Bacardí i Ribas, i els seus tres fills en van iniciar la parcel·lació i venda. Poc després, la casa va ser enderrocada per a l'ampliació de la Travessera de les Corts, mentre que els jardins van ser expropiats per l'Ajuntament de Barcelona l'any 1963.

## Descripció
Dins dels jardins hi ha una gran àrea de gossos de 700 m², la més gran que del districte de les Corts. Aquesta àrea compta amb un circuit d'agilitat, fonts i mobiliari urbà.
Encara s'hi conserven palmeres singulars de diferents espècies i plàtans, així com una alzina centenària, catalogada com a arbre d'interès local. Es tracta d'un exemplar de més de 14 m d'alçada, 8 m de diàmetre de copa i es calcula que va néixer l'any 1904. També n'hi ha trobar altres espècies d'arbres com: l'arbre ampolla (Brachychiton populneus), el pi australià (Casuarina cunninghamiana), l'arbre de l'amor (Cercis siliquastrum), la jacaranda (Jacaranda mimosifolia), la magnòlia (Magnolia grandiflora), l'olivera (Olea europaea), la parquinsònia (Parkinsonia aculeata), el pi blanc (Pinus halepensis) o el pi pinyoner (Pinus pinea) entre d'altres.